# AFCチャンピオンズリーグ2019 決勝
AFCチャンピオンズリーグ2019 決勝（エーエフシーチャンピオンズリーグ2019 けっしょう、英語: AFC Champions League 2019 Final）は、2019年11月9日および11月24日（いずれも現地時間）に開催される、アジアサッカー連盟（AFC）により開催されたAFCチャンピオンズリーグ2019の決勝戦であり、17回目のAFCチャンピオンズリーグ（ACL）の決勝戦である（AFCアジアクラブ選手権時代を含めると38回目）。

## 出場チーム
出場チームは、西地区を勝ち上がったアル・ヒラル（サウジアラビア）と、東地区を勝ち上がった浦和レッズ（日本）の2チーム。両者は2017年大会の決勝で顔を合わせており（この時は浦和が1勝1分で優勝）、両チームともこの時以来2年ぶりの決勝進出となる。
| チーム       | 以前決勝に進出のある年度（太字は優勝）   |
| ------------ | ---------------------------------------- |
| アル・ヒラル | 1986[A], 1987[B], 1991, 2000, 2014, 2017 |
| 浦和レッズ   | 2007, 2017                               |

1. ^ 1986年は決勝戦は行われず、最終ラウンドに進出した4チームで優勝チームが争われた。
2. ^ 1987年は決勝を棄権。

## 会場
ACLの決勝は2013年以降ホーム・アンド・アウェー方式で開催されており、第1戦がアル・ヒラルのホームであるキングサウード大学スタジアム（「サウード国王大学スタジアム」とも。リヤド）、第2戦が浦和のホームである埼玉スタジアム2002（さいたま市）で開催される。前回アル・ヒラルが決勝に進出したときは同じリヤドにあるキング・ファハド国際スタジアムをホームスタジアムとして使用しており、キングサウード大学スタジアムでACL決勝が行われるのは初めて。一方、埼玉スタジアム2002でACL決勝が行われるのは浦和がACL決勝に進出した2007年・2017年以来3回目で、過去いずれもホーム・アンド・アウェーの第2戦として行われている。

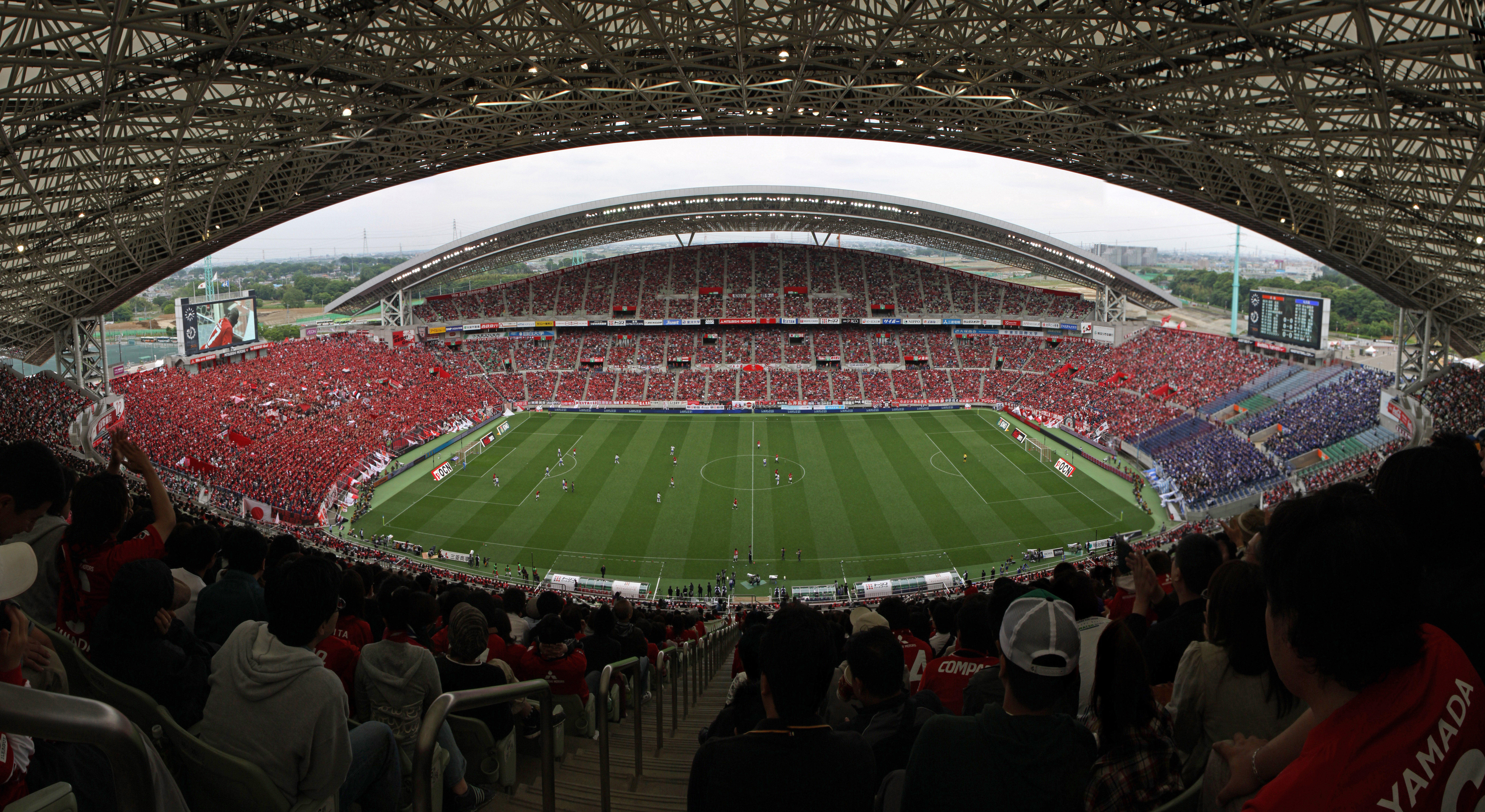
決勝 第2戦が行われる埼玉スタジアム2002

## 決勝戦までの道のり
註: 以下のすべての結果は、決勝戦進出2クラブの得点を前に表示している。
| チーム           | 試 | 勝 | 分 | 敗 | 得 | 失 | 差 | 点 |
| ---------------- | -- | -- | -- | -- | -- | -- | -- | -- |
| アル・ヒラル     | 6  | 4  | 1  | 1  | 10 | 5  | +5 | 13 |
| アル・ドゥハイル | 6  | 2  | 3  | 1  | 11 | 8  | +3 | 9  |
| エステグラル     | 6  | 2  | 2  | 2  | 6  | 8  | −2 | 8  |
| アル・アイン     | 6  | 0  | 2  | 4  | 4  | 10 | −6 | 2  |

| チーム                   | 試 | 勝 | 分 | 敗 | 得 | 失 | 差 | 点 |
| ------------------------ | -- | -- | -- | -- | -- | -- | -- | -- |
| 全北現代モータース       | 6  | 4  | 1  | 1  | 7  | 3  | +4 | 13 |
| 浦和レッズ               | 6  | 3  | 1  | 2  | 9  | 4  | +5 | 10 |
| 北京国安                 | 6  | 2  | 1  | 3  | 6  | 8  | −2 | 7  |
| ブリーラム・ユナイテッド | 6  | 1  | 1  | 4  | 3  | 10 | −7 | 4  |

## 試合

### 第1戦
アル・ヒラルのホームとなる第1戦、浦和は準決勝までの全試合にフル出場していたGK西川周作が準決勝第2戦の警告で累積警告による出場停止となり、プロ入り4年目、8日前の鹿島アントラーズ戦でJ1初出場を果たしたばかりのGK福島春樹に出番が回ってくることになった。
試合はボールポゼッションを高めて相手にプレッシャーをかけるアル・ヒラルと、コンパクトな陣形からカウンターを狙う浦和という形となり、序盤からアル・ヒラルが攻勢に出る場面を多く作り出した。前半14分にはアル・ヒラルFWセバスティアン・ジョヴィンコのゴール正面でのシュートを浦和DF鈴木大輔が身を挺してブロック、その3分後には逆に浦和MF関根貴大がフリーで放ったシュートをアル・ヒラルDFアリー・アール＝ブライヒーがブロック。前半29分にはアル・ヒラルFWジョヴィンコが放ったシュートが浦和GK福島の脇をかすめるが、ゴールライン上で浦和MF青木拓矢がはじき返して得点を許さない。前半33分にはコーナーキックに頭で合わせたアル・ヒラルMFアンドレ・カリージョのシュートを浦和GK福島がはじき出し、さらにその4分後にもアル・ヒラルFWジョヴィンコのペナルティエリア内のシュートにも浦和GK福島が反応する など、両チーム無得点で前半を終える。
後半に入ってもアル・ヒラルの攻勢は続き、ついに後半15分、サイドからのアル・ヒラルDFモハメド・アル＝ブライクのクロスに浦和GK福島が目測を誤り、福島の頭上を越えた先のクロスに飛び込んだアル・ヒラルMFカリージョが頭で押し込み、アル・ヒラルが先制する。その後もアル・ヒラルが攻勢を強め決定機を何度も作り出すも、浦和がGK福島の好セーブを中心に追加点を許さず、ボールポゼッション率69.7％対30.3％、シュート数22本対2本とアル・ヒラルの猛攻に圧倒されながらも、最少失点で第2戦を迎えることになった。
| 2019年11月9日 19:30 UTC+3 |

| アル・ヒラル    | 1 - 0                    | 浦和レッズ |
| カリージョ 60分 | Live Report Stats Report |            |

| キングサウード大学スタジアム, リヤド 観客数: 22,549人 主審: アリ・サバフ（イラク） |

| アル・ヒラル | 浦和レッズ |

| GK             | 1  | アル＝マイウフ       |      |      |
| RB             | 2  | アル＝ブライク       |      |      |
| CB             | 20 | チャン・ヒョンス     |      |      |
| CB             | 5  | アル＝ブライヒー     | 38分 |      |
| LB             | 12 | アッ＝シャハラーニー |      |      |
| RM             | 19 | カリージョ           |      |      |
| CM             | 7  | アル＝ファラジュ     |      |      |
| CM             | 8  | オタイフ             |      | 89分 |
| LM             | 29 | S・アッ＝ドーサリー  |      |      |
| CF             | 9  | ジョヴィンコ         |      | 87分 |
| CF             | 18 | ゴミス               |      |      |
| 控えメンバー： |    |                      |      |      |
| GK             | 30 | アル＝ワーケド       |      |      |
| DF             | 70 | ジャフファリー       |      |      |
| MF             | 24 | アル＝アービド       |      | 87分 |
| MF             | 27 | バーヘブリー         |      |      |
| MF             | 28 | カンノ               |      | 89分 |
| FW             | 10 | アル＝シャルフーブ   |      |      |
| FW             | 11 | アル＝シェフリ       |      |      |
| 監督：         |    |                      |      |      |
| ルチェスク     |    |                      |      |      |

| GK             | 25 | 福島春樹     |  |      |
| CB             | 31 | 岩波拓也     |  |      |
| CB             | 4  | 鈴木大輔     |  |      |
| CB             | 5  | 槙野智章     |  |      |
| CM             | 8  | エヴェルトン |  |      |
| CM             | 16 | 青木拓矢     |  |      |
| RM             | 27 | 橋岡大樹     |  |      |
| LM             | 41 | 関根貴大     |  | 85分 |
| AM             | 7  | 長澤和輝     |  | 75分 |
| AM             | 12 | ファブリシオ |  |      |
| CF             | 30 | 興梠慎三     |  |      |
| 控えメンバー： |    |              |  |      |
| GK             | 23 | 岩舘直       |  |      |
| DF             | 2  | マウリシオ   |  |      |
| DF             | 3  | 宇賀神友弥   |  | 85分 |
| MF             | 10 | 柏木陽介     |  |      |
| MF             | 22 | 阿部勇樹     |  |      |
| MF             | 29 | 柴戸海       |  |      |
| FW             | 14 | 杉本健勇     |  | 75分 |
| 監督：         |    |              |  |      |
| 大槻毅         |    |              |  |      |

| マン・オブ・ザ・マッチ アンドレ・カリージョ |

### 第2戦
迎えた浦和のホーム・埼玉スタジアム2002で迎えた第2戦、浦和はGKを西川周作に戻した以外は第1戦と同じメンバーを起用する。一方のアル・ヒラルは第1戦とメンバーを変えずに臨んだ。
逆転優勝のためには2得点以上が必要な浦和だったが、第1戦同様ボールを保持するアル・ヒラルに対し浦和はカウンターを仕掛けて攻勢に出るも、前半10分に左サイドからのクロスに反応したMF橋岡大樹はGKアブドゥラー・アル＝マイウフのブロックに遭いシュートまで持ち込めず、前半24分の突破からのMF長澤和輝の落としに反応したMF関根貴大のシュートは相手DF陣のカバーに阻まれ得点ならず、前半はスコアレス折り返す。
迎えた後半、立ち上がりからアル・ヒラルが押し込む展開が続き、浦和はMF柏木陽介、FW杉本健勇を相次いで投入して状況の打開を図るも、逆に後半29分、MFサルマーン・アル＝ファラジュが左サイドを駆け上がったFWセバスティアン・ジョヴィンコに展開すると、そこからの折り返しをMFサーレム・アッ＝ドーサリーが押し込んで、逆にアル・ヒラルが先制する。これで3得点が必要になった浦和だが、守備を固めるアル・ヒラルの前にゴールに迫ることができず、逆に後半アディショナルタイム、MFアンドレ・カリージョからのクロスにFWバフェティンビ・ゴミスが合わせてダメ押し点を挙げ万事休す。2戦合計3-0で、2017年大会の雪辱を果たしたアル・ヒラルがACL初優勝（前身大会を含めるとアジアクラブ選手権1999-2000以来19年ぶり3回目の優勝）を遂げた。
| 2019年11月24日 19:00 UTC+9 |

| 浦和レッズ | 0 - 2                    | アル・ヒラル                          |
|            | Live Report Stats Report | アッ＝ドーサリー 74分 · ゴミス 90+3分 |

| 埼玉スタジアム2002, さいたま 観客数: 58,109人 主審: ヴァレンティン・コヴァレンコ（ウズベキスタン） |

| 浦和レッズ | アル・ヒラル |

| GK             | 1  | 西川周作     |  |      |
| CB             | 31 | 岩波拓也     |  |      |
| CB             | 4  | 鈴木大輔     |  |      |
| CB             | 5  | 槙野智章     |  |      |
| CM             | 8  | エヴェルトン |  |      |
| CM             | 16 | 青木拓矢     |  | 88分 |
| RM             | 27 | 橋岡大樹     |  |      |
| LM             | 41 | 関根貴大     |  |      |
| AM             | 7  | 長澤和輝     |  | 63分 |
| AM             | 12 | ファブリシオ |  | 71分 |
| CF             | 30 | 興梠慎三     |  |      |
| 控えメンバー： |    |              |  |      |
| GK             | 25 | 福島春樹     |  |      |
| DF             | 2  | マウリシオ   |  |      |
| MF             | 3  | 宇賀神友弥   |  |      |
| MF             | 10 | 柏木陽介     |  | 63分 |
| MF             | 22 | 阿部勇樹     |  | 88分 |
| MF             | 29 | 柴戸海       |  |      |
| FW             | 14 | 杉本健勇     |  | 71分 |
| 監督：         |    |              |  |      |
| 大槻毅         |    |              |  |      |

| GK             | 1  | アル＝マイウフ       |  |        |
| RB             | 2  | アル＝ブライク       |  | 80分   |
| CB             | 20 | チャン・ヒョンス     |  |        |
| CB             | 5  | アル＝ブライヒー     |  |        |
| LB             | 12 | アッ＝シャハラーニー |  |        |
| RM             | 19 | カリージョ           |  |        |
| CM             | 7  | アル＝ファラジュ     |  |        |
| CM             | 8  | オタイフ             |  | 90+3分 |
| LM             | 29 | S・アッ＝ドーサリー  |  |        |
| CF             | 9  | ジョヴィンコ         |  | 88分   |
| CF             | 18 | ゴミス               |  |        |
| 控えメンバー： |    |                      |  |        |
| GK             | 30 | アル＝ワーケド       |  |        |
| DF             | 17 | アル＝ハーフィズ     |  | 80分   |
| MF             | 10 | アル＝シャルフーブ   |  | 90+3分 |
| MF             | 24 | アル＝アービド       |  |        |
| MF             | 27 | バーヘブリー         |  |        |
| MF             | 28 | カンノ               |  | 88分   |
| FW             | 11 | アル＝シェフリ       |  |        |
| 監督：         |    |                      |  |        |
| ルチェスク     |    |                      |  |        |

| マン・オブ・ザ・マッチ セバスティアン・ジョヴィンコ |